# Bandiera dell'Australia Meridionale
La bandiera dell'Australia Meridionale è una Blue Ensign con a destra lo stemma dello stato.
Lo stemma ha forma circolare, è di colore oro con al centro una gazza australiana (detta anche piping shrike) con le ali spiegate. L'autore dello stemma si presume sia stato Robert Craig.
L'attuale bandiera è stata adottata dal governo dell'Australia Meridionale nel 1904.

## Bandiere precedenti
La prima bandiera, adottata nel 1870, era una Blue Ensign con un cerchio con sfondo nero contenente la Croce del Sud al battente.
La seconda bandiera, adottata del 1876, era anch'essa una Blue Ensign avente uno stemma che rappresentava l'incontro tra Britannia e un aborigeno, rappresentazione artistica dell'arrivo degli inglesi in Australia.
La bandiera attuale fu adottata su richiesta del Colonial Office, per via della somiglianza della bandiera precedente a quelle del Queensland e della Nuova Zelanda.

Bandiera in uso dal 1870 al 1876
Bandiera in uso dal 1870 al 1876